# Philippe Curbelié

Wappen von Philippe Curbelié

Philippe Curbelié (* 13. August 1968 in Neuilly-sur-Seine, Frankreich) ist ein französischer römisch-katholischer Geistlicher, Dogmatiker und Hochschullehrer sowie Kurienbischof. Er ist seit 2022 Untersekretär des Dikasteriums für die Glaubenslehre.

## Leben
Philippe Curbelié studierte Philosophie und Katholische Theologie und empfing am 30. April 1995 das Sakrament der Priesterweihe für das Erzbistum Toulouse. An der Päpstlichen Universität Gregoriana in Rom erwarb er ein Lizentiat in Philosophie und beendete ein Doktoratsstudium in Dogmatischer Theologie. Im Erzbistum Toulouse war er Pfarrvikar, geistlicher Leiter des Séminaire Universitaire Pie XI. und des Séminaire Saint Cyprien. Er war Professor für Dogmatische Theologie am Institut Catholique de Toulouse, wo er von 2009 bis 2012 auch Dekan der Theologischen Fakultät war. Zudem lehrt er am Institut d’Études Augustiniennes in Paris und der Gregoriana in Rom. Er war Berater des Heiligen Stuhls für die Bewertung und Förderung der Qualität der kirchlichen Universitäten und Fakultäten in der Agentur AVEPRO. Seit 2012 war er in der Römischen Kurie als Büroleiter im Dikasterium für Kultur und Bildung tätig.
Am 6. Juli 2022 ernannte ihn Papst Franziskus zum Untersekretär des Dikasteriums für die Glaubenslehre. Papst Franziskus ernannte ihn am 29. Juli 2024 zudem zum Titularbischof von Utica. Der Präfekt des Dikasteriums für die Glaubenslehre, Víctor Manuel Kardinal Fernández, spendete ihm und dem mit ihm zum Bischof ernannten Sekretär desselben Dikasteriums, John Joseph Kennedy, am 28. September desselben Jahres im Petersdom die Bischofsweihe. Mitkonsekratoren waren der Erzbischof von Dublin, Dermot Pius Farrell, und der Erzbischof von Toulouse, Guy de Kerimel.

## Werke (Auswahl)
- La justice dans la Cité de Dieu. Etudes augustiniennes 2004, ISBN 2-85121-202-8.
- Avec Marie. Morinaie 2013, ISBN 978-2-9531463-4-9.
- (Mitautor) Patrem Consummat Filius: Omaggio Al R.P. Luis Ladaria S. I. Gregoriana 2011 (Band 2)
- (Mitautor) Figures lyonnaises de la foi: Conférences de Carême 2014 à Fourvière. Parole Science 2014, ISBN 978-2-88918-260-2.
- (Übersetzer) Papst Franziskus: Reflexions spirituelles sur la vie apostolique. Parole Science 2015, ISBN 978-2-88918-588-7.
- (Übersetzer) Papst Franziskus: Esperance et politique. Parole Science 2016 (Band 1), ISBN 978-2-88918-215-2.
- (Übersetzer) Papst Franziskus: Exercices spirituels. Parole Science 2016 (Band 1), ISBN 978-2-88918-734-8.
- (Übersetzer) Papst Franziskus: Exercices spirituels. Parole Science 2016 (Band 2), ISBN 978-2-88918-792-8.